# Ahmed Deedat Abdul Razak
Ahmed Deedat Abdul Razak (* 18. Juni 1995) ist ein ehemaliger malaysischer Tennisspieler.

## Karriere
Abdul Razak spielte im Einzel etwa 100 Matches auf der ITF Junior Tour, spielte dabei aber selten bei höherklassigen Turnieren. Anfang 2013 stand er auf Platz 251 der Junior-Rangliste.
Bei den Profis spielte er nur wenige Turniere. Von 2011 bis 2013 sowie 2015 erhielt er von den Turnierverantwortlichen des einzigen ATP-Turniers Malaysias in Kuala Lumpur eine Wildcard für die Qualifikation. 2015 gewann er das einzige Mal ein Match. Alle anderen Matches fanden auf der drittklassigen ITF Future Tour statt, wo er nie mehr als zwei Matches gewinnen konnte. Im Doppel gewann er 2016 seinen einzigen Titel bei einem Future in seinem Heimatland. An der Seite seines Landsmannes Ariez Elyaas Deen Heshaam spielte Abdul Razak 2011 im Doppelbewerb der Malaysian Open dank einer Wildcard. Das Match wurde glatt in zwei Sätzen verloren. In der Tennisweltrangliste stand der Malaysier 2016 im Einzel auf Rang 1359 und im Doppel 2017 mit Rang 1054 am höchsten. 2018 spielte er zuletzt ein Profiturnier.
Ahmed Deedat Abdul Razak spielte in 12 Begegnungen für die malaysische Davis-Cup-Mannschaft, wo er eine Bilanz von 6:6 hat.